# Mambrillas de Lara
Mambrillas de Lara – gmina w Hiszpanii, w prowincji Burgos, w Kastylii i León, o powierzchni 34,03 km². W 2011 roku gmina liczyła 57 mieszkańców.